# Юровичи (Гомельская область)

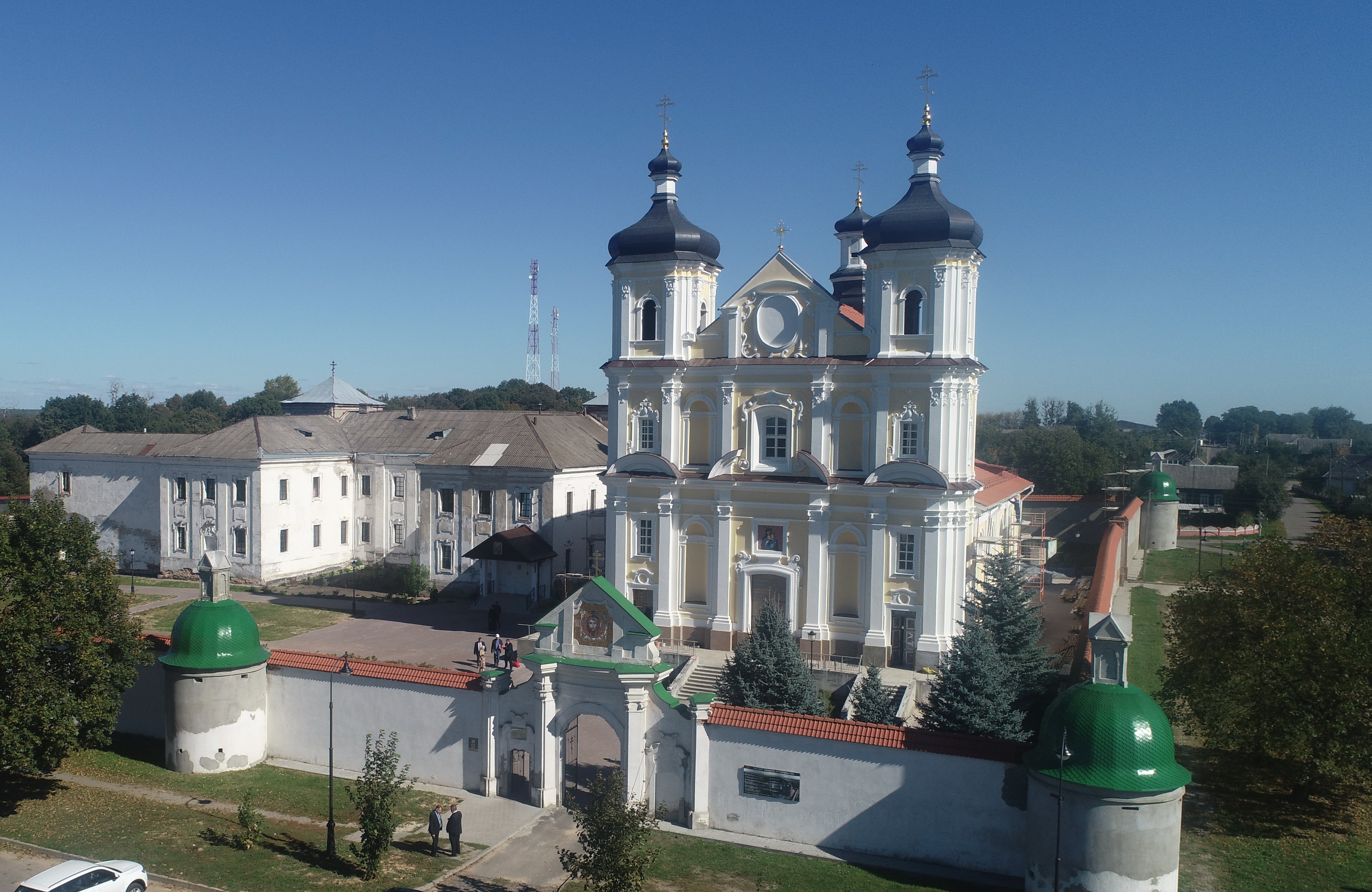
Свято-Рождество-Богородичный мужской монастырь

Ю́ровичи (бел. Юравічы) — агрогородок в Калинковичском районе Гомельской области Беларуси. Административный центр Юровичского сельсовета.
Около агрогородка высший пункт района (167,5 м над уровнем моря). Неподалёку расположено месторождение железняка.

## География

### Расположение
В 31 км на юго-восток от районного центра, 34 км от железнодорожной станции Калинковичи (на линии Гомель — Лунинец), 92 км от Гомеля, 1 км от пристани Юровичи на реке Припять.

### Гидрография
На западе мелиоративные каналы, соединённые с рекой Припять (приток реки Днепр).

## Транспортная сеть
Транспортные связи по просёлочной, затем автомобильной дороге Гомель — Лунинец. Планировка состоит из длинной, дугообразной улицы, близкой к меридиональной ориентации, которая в центре пересекается почти прямолинейной широтной улицей. Застройка двусторонняя, преимущественно деревянная, усадебного типа.

## История

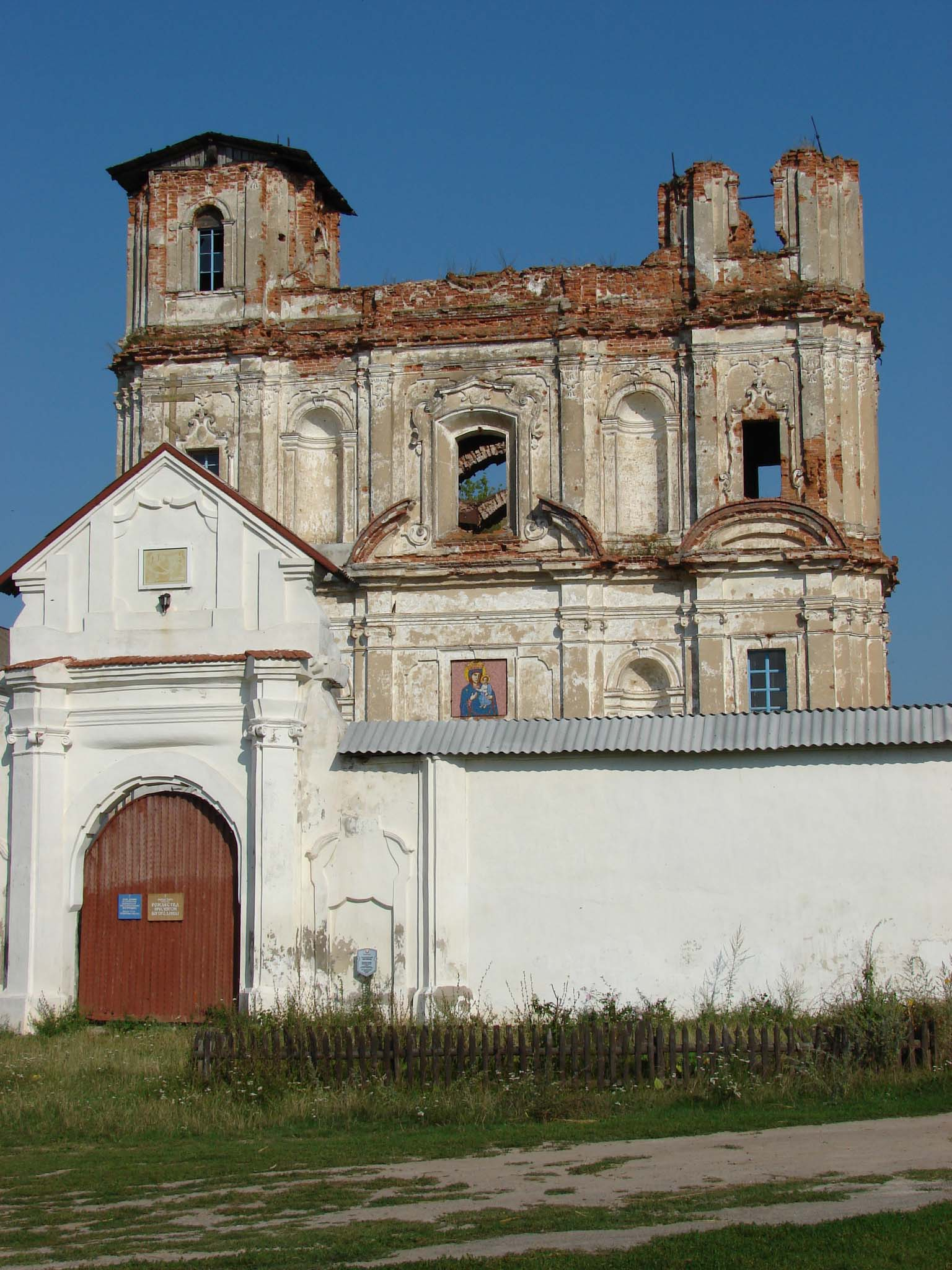
Юровичский бывший коллегиум Иезуитов

У агрогородка находится верхнепалеолитическая стоянка Юровичи (26 тыс. лет назад), которая занимает террасообразный склон левого берега Припяти. Открыта К. М. Поликарповичем в 1929 году. На стоянке преобладают концевые скребки и острия типа граветт. Обнаружены городища раннего железного века (на территории колхозного сада) и курганный могильник — из 14 насыпей сохранились 6 (на юг от городища), поселения позднего палеолита (в центре агрогородка), эпохи мезолита (в 1-1,5 км на юго-запад от центра агрогородка) и эпохи неолита (1 км на запад от агрогородка) свидетельствуют о заселении этих мест с давних времён.
По легенде здесь (примерно в 1170 году) находился город Межимостье, но в результате войн и татаро-монгольских набегов он был дотла разрушен. По другим сведениям назывался Видоличи, имел укрепленный замок, который в 1240 году сожгли татары.
Одно из наиболее ранних письменных упоминаний относится к 1430-32 годам. В 1510 году король Сигизмунд I Старый даровал «на вечность» село Юровичи своему чиновнику Богдану Сербинову. Под 1552 год упоминается в описи Мозырского замка. Во 2-й половине XVII века построен деревянный монастырь. С 1674 года активную деятельность развернули иезуиты. Они владели большими земельными наделами. В 1683 году король Ян III Собеский выдал грамоту, которой за Юровичами закреплялись права местечка. В 1705 году иезуитские строения сгорели, позже на месте бывшего деревянного монастыря иезуиты построили кирпичный костёл (в нём хранились метрические книги с 1707 года). К нему позже был присоединён двухэтажный кирпичный монастырь, который сочетал в себе черты простой архитектуры жилого корпуса и возвышенную живописность фасада. Костёл и монастырь были обнесены высокой четырёхугольной кирпичной стеной, по центру и углам каждой из 4-х её частей располагались кирпичные оборонительные башни. В это время Юровичи имели статус села. В 1722 году во владение к иезуитам перешли фольварк Рудня, часть фольварка Шарейки, в 1724 году поместья Кустовщина, Митьковщина, затем Конотоп, Крышичи, Тульговичи и Брагин, где иезуиты основали свою миссию. С 1756 года работала школа, которую в 1773 году перевели в Мозырь. С 1778 года находилась коллегия иезуитов (до 1820 года). С 1778 года по грамоте короля Станислава Августа Понятовского село снова переведено в разряд местечек. Привелеем от 5 мая 1793 года Королём Польским Станиславом Августом местечко Юревичи было пожаловано Адаму Стоцкому.
После 2-го раздела Речи Посполитой (1793 год) в составе Российской империи. В 1800 году монастырь и костёл переданы бернардинскому ордену. В 1831 году костёл и монастырь были закрыты, но в 1840 году их деятельность возобновлена. В 1834 году местечко и село, центр Юровичской волости в Речицком уезде Минской губернии, владение Хоревичей, усадьба Аскерко. В 1836 году построена деревянная православная церковь св. Богородицы. В 1848 году вотчина Аскерко.
В документах НИАБ хранится опись имения за 1864 год(Ф.147 оп.3 д.24881а, л. 121, 122)
«ОПИСЬ
поезуитского имения Юревич подлежащего обязательной процедуре принадлежащего помещикам Минской губернии Речицкого уезда Александру Людвигову Солтану и Софии Людвиговой Александрович составлена 1864 года ноября 6 дня Опись произведена при бытности помещиков Апполона Доливо-Добровольского и Осипа Егровского 1-2. 2 корчмы 3. Ветряная мельница 4. Конная мельница 5. Фруктовый сад 6. Баштанный огород 7. Озёра Грибное и Литвин 8. В м. Юревичи находятся 110 плацев на которых выстроены дома евреев, платящих оброка в год 192 руб.95 коп. 9. В м. Юревичи находится 27 дворов мещан и вольных людей огородников, платящих оброка в экономию в год 99 руб.50 коп. 10. В м. Юровичи двенадцать дворов вольных съёмщиков, имеющих каждый по 13 десятин усадебной, пахотной и сенокосной земли, платящие в год оброка 216 рублей.»
«Сведения (1867 г.) всех арендных статей имения Юревичи владельцев Александра Солтана и Софии Александрович с обозначением количества поступаемой ежегодно в экономию платы», из которых следует, что основной доход имению приносили две корчмы:
|                                                                                                | Рубли  | Копейки | Рубли | Копейки | Отметка              |
| Статья1-я Карчемная аренда                                                                     |        |         | 825   |         | По условию           |
| Статья 2-я Плацовыя чинш евреев                                                                |        |         | 192   | 95      |                      |
| Статья 3-я Оброк на наделы земли мещан Из них по два дня работы всего 22 дня по 50 коп. каждый | 187 11 |         |       |         | По условию на 10 лет |

Последний настоятель Юревичского Римско-Католического храма ксёндз Гуго Годзецкий в рапорте на имя Минского Римско-Католического Епархиального Епископа Адама Войтковича, по поводу закрытия храма и прихода, указывает число прихожан −1077, из них крестьян — 742 души (НИАБ Ф.1781, оп.32, д.112). Здание костёла в 1864 году передано православной церкви, а в 1866 году оно перестроено в православном стиле. Император Александр II в 1867 году подарил церкви образ святого князя Александра Невского в серебряно-позолоченном окладе. В 1865 году открыто мужское народное училище (в 1885 году 45 учеников). С 1875 года действовало женское училище (в 1885 году 28 учениц). Центр одноимённого поместья, его хозяин, купец Бакуненко владел в 1875 году 3590 десятинами земли и конной мельницей. Кроме земледелия местечковцы и жители деревни занимались торговлей и разными промыслами, в том числе гончарным. Согласно переписи 1897 года в местечке действовали церковь, часовня, 2 молитвенные школы, 40 лавок, 4 мастерские по обработке кожи, 2 трактира и в селе часовня, 2 народных училища, почтово-телеграфная контора, аптека, хлебозапасный магазин, 2 ветряные мельницы, конная мельница, трактир. Рядом находился одноимённый фольварк.
В 1905 году создан крестьянский союз. В июне 1917 года организован волостной совет.

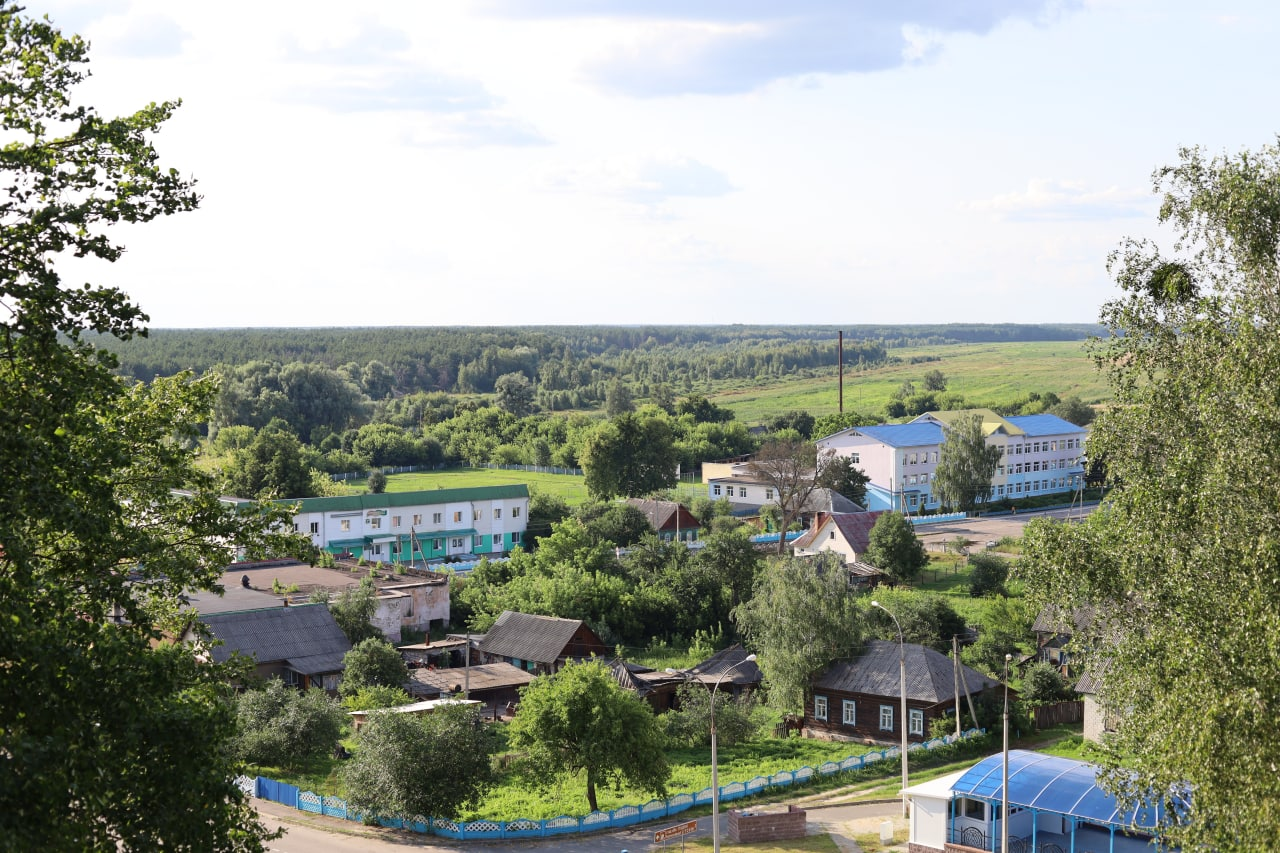

31 марта 1919 года, благодаря поддержке местных жителей, в районе Юрович удалось переправить через Припять около 6000 участников стрекопытовского мятежа. Ещё около 2000 повстанцев были захвачен в плен частями РККА.
В результате погрома, организованного в ноябре 1920 года легионерами Булак-Балаховича, погибли 18 жителей.
До 17 июля 1924 года центр волости Речицкого уезда Минской, с 26 апреля 1919 года Гомельской губернии РСФСР. С 8 декабря 1926 года по 8 июля 1931 года центр Юровичского района Речицкого, с 9 июня 1927 года до 26 июля 1930 года Мозырского округа. С 8 сентября 1926 года до 10 ноября 1927 года и с 1930 года центр Юровичского сельсовета.
В 1928 году открыт детский дом. В 1930 году деревни Юровичи-1 и Юровичи-2, местечко. Были организованы колхозы «Красный Флаг», «Ударник», работали кирпично-гончарная, кузнечная, сапожная, овчинная артели, паровая и ветряная мельница, 2 кузницы, круподёрка. Начальная школа преобразована в 7-летнюю (в 1935 году 504 ученика). В 1936 году организован народный хор, который в скором времени получил широкую известность. С 27 сентября 1938 года деревня.
Во время Великой Отечественной войны в апреле 1943 года партизаны разгромили опорный пункт, созданный здесь оккупантами. В боях около деревни погибли 312 советских солдат (похоронены в братской могиле). На фронтах и в партизанской борьбе погибли 188 жителей Юровичского сельсовета, память о них увековечивает обелиск, установленный в центре в 1967 году. Согласно переписи 1959 года центр колхоза имени В. И. Ленина. Расположены кирпичный завод, швейная и сапожная мастерские, лесничество, совхоз-техникум, средняя школа, школа-общежитие, детский сад, краеведческий музей, клуб, библиотека, больница, аптека, ветеринарный участок, отделение связи, 5 магазинов.

## Население
- 1834 год — местечко 51 двор и село 66 дворов.
- 1848 год — 115 дворов.
- 1866 год — 134 двора.
- 1897 год — 201 двор, 1320 жителей; в селе 108 дворов, 600 жителей (согласно переписи).
- 1930 год — в деревнях Юровичи-1 и Юровичи-2 300 дворов, 1537 жителей, в местечке 114 дворов, 463 жителя.
- 1939 год — 2546 жителей.
- 1959 год — 1861 житель (согласно переписи).
- 2004 год — 333 хозяйства, 743 жителя.

## Культура
- Музей под открытым небом — стоянка первобытного человека в н. п. Юровичи Калинковичского района. Филиал Калинковичского краеведческого музея.

## События и мероприятия
- 16 августа 2025 года — интерактивный фестиваль «Мамонт. by»

## Достопримечательность
- Свято-Рождество-Богородичный мужской монастырь (1710—1746 г.г.)
- Археологический комплекс «Юровичи»
  - Стоянка-2 периода мезолита
  - Поселение-3 периода неолита
  - Поселение-4 периода неолита
  - Стоянка-5 периода неолита
- Братская могила (1941—1944 гг.). Памятник, установленный на братской могиле, в которой захоронено 417 советских воинов.
- Памятник погибшим землякам

## Известные уроженцы
- У. Ф. Мицкевич — 1-й заместитель Председателя Совета Министров БССР. Его имя носит совхоз-техникум
- Алесковский Ефим Львович (1898—1975) — генерал-майор войск связи
- Гордон Меер Борисович (1917—1989) — инженер, доктор технических наук, профессор. Заслуженный деятель науки Чуваш. АССР (1981)[1]
- Костелянец Пётр Оскарович
- Ситерман Лазарь Яковлевич